# Раннап, Яан
Я́ан Я́анович Ра́ннап (эст. Jaan Rannap, 3 сентября 1931, Халлисте, Вильяндимаа — 1 ноября 2023) — эстонский детский писатель и легкоатлет.

## Биография
Родился в семье учителя начальной школы, деятеля культуры и ботаника-любителя Яана Раннапа (1888—1955). Мать — Линда Раннап, урождённая Херманн (1898—1984).
В 1950 году окончил Абьяскую среднюю школу, в 1952 году — Таллинский институт учителей.
Занимался спортом (прыжки в длину) Увлекался музыкой: играл на кларнете и саксофоне.
В 1956 году окончил физико-математический факультет Таллинского педагогического института, после чего работал в редакциях детских журналов «Pioneer» («Пионер», в 1955—1977 годах) и «Täheke» («Звёздочка», с 1977 года).
Рассказ «Хвастунишка Калле» представлял Советский Союз (наряду с рассказами В. Железникова, О. Донченко, М. Мревлишвили, Р. Погодина, Х. Назира) в сборнике рассказов писателей разных стран «Дети мира» (1962), подготовленном международной редакционной коллегией (издан в СССР в 1965 году).
Член Союза писателей Эстонской ССР с 1966 года.
Лауреат Литературной премии Эстонской ССР имени Юхана Смуула (1972).
Произведения Раннапа переведены на русский, белорусский, украинский, литовский, латышский, венгерский и немецкий языки.
Умер 1 ноября 2023 года в возрасте 92 лет.

## Творчество
Писал книги про природу и о школьной жизни.
- Roheline pall (1962)
- Salu Juhan ja ta sõbrad (1964, русский перевод «Юхан Салу и его друзья»)
- Viimane valgesulg (1967, русский перевод «Последний орлан-Белое перо»)
- Сборник Musta lamba matused (1968)
- Topi (1970, русский перевод «Топи»)
- Nüüd on kõik vastupidi (1970)
- Jefreitor Jõmm (1971, русский перевод «Ефрейтор Йымм»)
- Nublu (1972)
- Agu Sihvka annab aru (1973, русский перевод «Агу Сихвка говорит правду»)
- Toppi (1970, русский перевод «Топпи»)
- Seitseteist tundi plahvatuseni (1975)
- Lõvi läks kõndima (1976)
- Maja metsa ääres (1976; русский перевод «Домик на опушке леса»)
- Alfa + Romeo (1978; русский перевод «Альфа + Ромео»)
- Kukepoks (1979)
- Koolilood (1981, русский перевод «Школьные рассказы»)
- Klaabu (1983, русские переводы «Клаабу», «Клабуш»)
- Maari suvi (1983, русский перевод «Лето Маари»)
- Loomalood (1984)
- Toonekurg Tooni (1986, русский перевод «Аист Тоони»)
- Põder, kes käis varvastel (1987, русский перевод «Олень, который ходит на цыпочках»)
- Kasulaps (1989, русский перевод «Приёмыш»)
- Tuukerkoer Torru (1993)
- Röövel Rinaldo (1995)
- Kõverkäpp (1997)
- Tupsik (1998)
- Jänesepoja mängutoos (1999)
- Nelja nimega koer (2004)
- Jänesepoeg Juss ja karupoeg Kusti (2005)
- Aptsihh! Aptsihh! Aptsihh! (2006)

## Спортивные достижения
В 1948—1950 годах был чемпионом Эстонии среди юношей по прыжкам в длину и установил юношеский рекорд, в 1953—1957 завоевал на чемпионатах Эстонии в общей сложности 3 серебряные и 3 бронзовые медали в прыжках в длину и тройном прыжке. Личные рекорды: прыжки в длину — длина 6,96 м, тройной прыжок— 15,00 м (1955). 17 раз выступал в составе сборной Эстонии. Был членом спортивного общества «Калев».
Крайне спортивный человек

## Награды и премии
- Государственная премия Эстонской ССР (1972).
- Литературная премия имени Юхана Смуула (1972).
- Лауреат премии Ленинского комсомола Эстонской ССР.
- Заслуженный писатель Эстонской ССР (1988).
- Орден Белой звезды IV степени (2010)[7].

## Семья
Жена — Эви Раннап, учёная-информатик (1932—2018).

Дочери — Кайя Выханду и Рийну Раннап.

Сестра — легкоатлетка и тренер по лёгкой атлетике Линда Раннап (род. 27.02.1933).

Брат — Хейно Раннап, музыкальный педагог (род. 9.06.1927).

Сестра — Хилья Вахар (1924—2006).